# Pleurodema fuscomaculatum
Pleurodema fuscomaculatum är en groddjursart som först beskrevs av Franz Steindachner 1864.  Pleurodema fuscomaculatum ingår i släktet Pleurodema och familjen Leiuperidae. IUCN kategoriserar arten globalt som otillräckligt studerad. Inga underarter finns listade i Catalogue of Life.